# فريتز لانج (مصارع رياضي)
فريتز لانج (بالألمانية: Fritz Lange)‏ هو مصارع رياضي ألماني، (و. 1885  م).

## وصلات خارجية
- فريتز لانج على موقع أوليمبيديا (الإنجليزية)